# Oostdorp (Wassenaar)
Oostdorp is een buurt, gelegen in het noordoosten van de gemeente Wassenaar. Oostdorp is ongeveer 27 ha groot en grenst aan het oude centrum. De volgende straten zijn er te vinden:
- Bloemluststraat
- Bothastraat
- Bothaplein
- Broekweg
- Christiaan de Wetstraat
- Doctor Leydsstraat
- Hallekensstraat
- Herman Costerstraat
- Kasstraat
- Paul Krugerstraat
- Pieter Maritzstraat
- Rozensteinstraat
- Schulpplein
- Schulpstraat
- Sint Willibrordusstraat

De wijk wordt omsloten door de Oostdorperweg, Zonneveldweg, Dr. Mansveltkade en de Van Zuylen van Nijeveltstraat. Het grootste gedeelte van de woningen die er te vinden zijn sociale huurwoningen. Een klein gedeelte bestaat er uit koophuizen.
Dorp: Wassenaar    Gehucht: Maaldrift     Buurtschappen: Den Deijl · Rijksdorp

Wijken en buurten: De Kieviet · Drie Papegaaien · Kerkehout · Nieuw Wassenaar · Oostdorp · Oud Wassenaar

Zuid-Holland: Steden en dorpen      Nederland: Provincies · Gemeenten